# Radisne
Radisne (ukrainisch Радісне; russisch Радостное/Radostnoje) ist eine Siedlung städtischen Typs im Süden der Ukraine, etwa 10 Kilometer nordwestlich von der ehemaligen Rajonshauptstadt Iwaniwka und etwa 65 Kilometer nördlich von der Oblasthauptstadt Odessa entfernt am Fluss Malyj Kujalnyk gelegen.

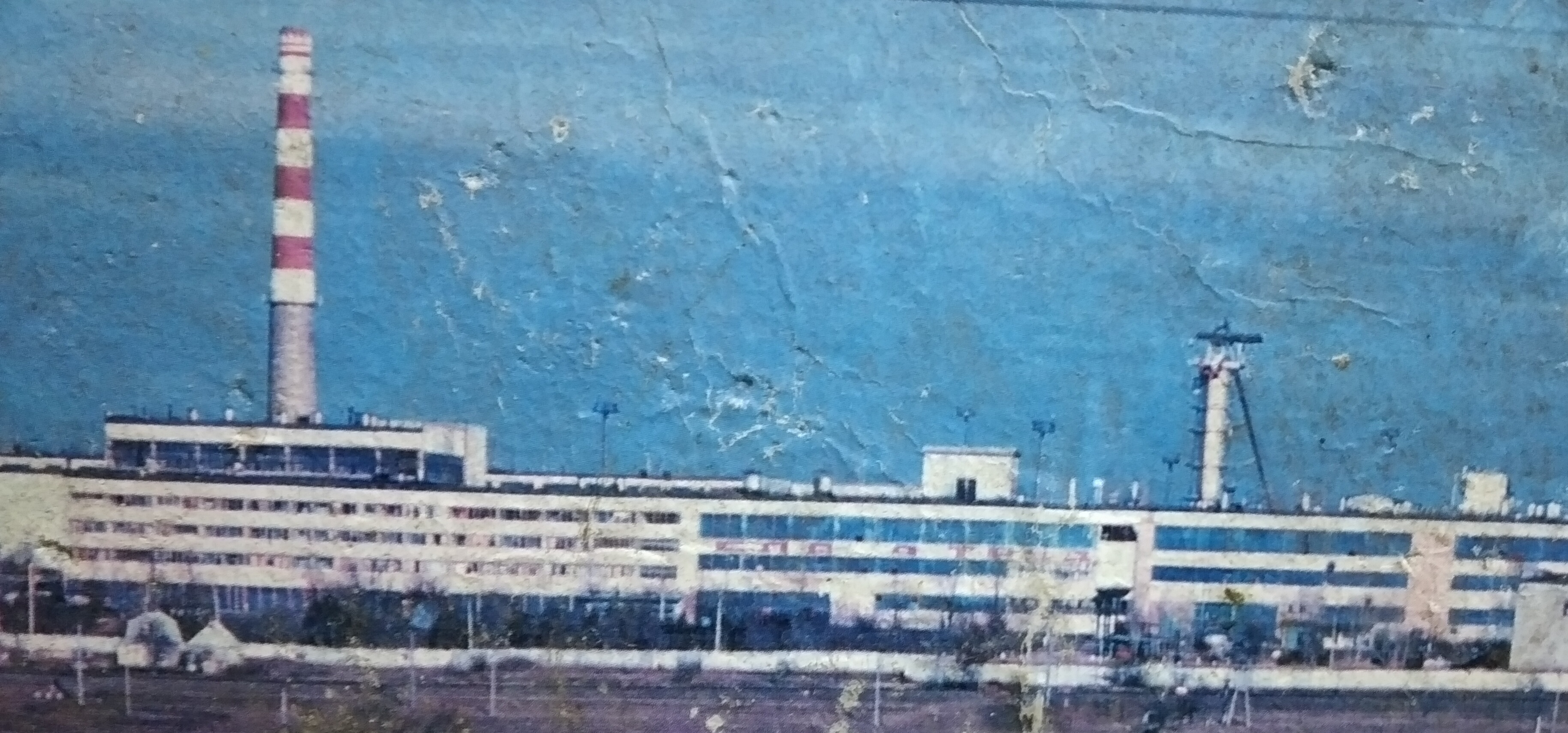
Blick auf die Zuckerraffinerie

Der Ort wurde 1969 offiziell gegründet, 1971 wurde auf dem Gebiet des Ortes eine Zuckerraffinerie eröffnet, seit 1975 hat der Ort den Status einer Siedlung städtischen Typs.
Am 18. August 2018 wurde das Siedlung ein Teil der neugegründeten Landgemeinde Tscherwonosnamjanka (Червонознам'янська сільська громада/Tschwerwonosnamjanska silska hromada) (ab 2019 Landgemeinde Snamjanka), bis dahin bildete sie die gleichnamige Siedlungsratsgemeinde Radisne (Радісненська селищна рада/Radisnenska selyschtschna rada) im Westen des Rajons Iwaniwka.
Seit dem 17. Juli 2020 ist sie ein Teil des Rajons Beresiwka.